# Episodi di Star Wars Rebels (prima stagione)

Logo della serie

La prima stagione della serie animata Star Wars Rebels viene trasmessa negli Stati Uniti per la prima volta sul canale Disney Channel dal 3 ottobre 2014 fino al 2 marzo 2015. Il primo episodio su Disney XD va in onda il 13 ottobre 2014.
In Italia l'episodio pilota è andato in onda il 3 ottobre 2014 in contemporanea mondiale, mentre il resto della stagione è stato trasmesso dal 3 novembre 2014 al 13 aprile 2015 su Disney XD.
| n° (assoluto) | n° (stagione) | Titolo originale           | Titolo italiano                         | Prima TV USA     | Prima TV Italia  |
| ------------- | ------------- | -------------------------- | --------------------------------------- | ---------------- | ---------------- |
| 1             | 1             | Spark of Rebellion: Part 1 | Scintilla di ribellione (prima parte)   | 3 ottobre 2014   | 3 ottobre 2014   |
| 2             | 2             | Spark of Rebellion: Part 2 | Scintilla di ribellione (seconda parte) | 3 ottobre 2014   | 3 ottobre 2014   |
| 3             | 3             | Droids in Distress         | Droidi preoccupati                      | 13 ottobre 2014  | 3 novembre 2014  |
| 4             | 4             | Fighter Flight             | A caccia con il caccia                  | 20 ottobre 2014  | 10 novembre 2014 |
| 5             | 5             | Rise of the Old Masters    | Maestri dal passato                     | 27 ottobre 2014  | 17 novembre 2014 |
| 6             | 6             | Breaking Ranks             | Sotto copertura                         | 3 novembre 2014  | 24 novembre 2014 |
| 7             | 7             | Out of Darkness            | Dove finisce il buio                    | 10 novembre 2014 | 1 dicembre 2014  |
| 8             | 8             | Empire Day (1)             | Il giorno dell'Impero                   | 17 novembre 2014 | 8 dicembre 2014  |
| 9             | 9             | Gathering Forces (2)       | Radunare le forze                       | 24 novembre 2014 | 15 dicembre 2014 |
| 10            | 10            | Path of the Jedi           | Il cammino del Jedi                     | 5 gennaio 2015   | 9 marzo 2015     |
| 11            | 11            | Idiot's Array              | La mano dello sciocco                   | 19 gennaio 2015  | 16 marzo 2015    |
| 12            | 12            | Vision of Hope             | Una visione di speranza                 | 26 gennaio 2015  | 23 marzo 2015    |
| 13            | 13            | Call to Action             | Invito all'azione                       | 9 febbraio 2015  | 30 marzo 2015    |
| 14            | 14            | Rebel Resolve (1)          | Determinazione ribelle                  | 23 febbraio 2015 | 6 aprile 2015    |
| 15            | 15            | Fire Across the Galaxy (2) | Fuoco nella galassia                    | 2 marzo 2015     | 13 aprile 2015   |

## Scintilla di ribellione
- Titolo originale: Spark of Rebellion: Part 1 & 2
- Diretto da: Steward Lee, Steven G. Lee
- Scritto da: Simon Kinberg

### Trama
Ezra Bridger è un orfano di strada e ladruncolo di Lothal, un pianeta dell'Orlo Esterno. Un giorno, interferisce con il furto di alcuni fucili blaster da parte dell'equipaggio di un'astronave nota come Spettro: il leader Kanan Jarrus, la tiratrice Mandaloriana Sabine Wren e l'imponente Lasat Garazeb Orrelios, detto "Zeb". Ezra finisce per unirsi al gruppo durante la fuga, conoscendo anche la pilota Twi'lek Hera Syndulla ed il loro droide C1-10P, soprannominato "Chopper". Il ragazzo trova poi una Spada Laser ed un Olocron nella stanza di Kanan, rubando il secondo oggetto. I fucili vengono venduti in cambio di cibo ed informazioni al signore del crimine e trafficante del mercato nero Cikatro Vizago. Il cibo viene donato agli sfollati di Lothal, mentre le informazioni conducono il gruppo alla posizione di numerosi Wookiee catturati dall'Impero. Tuttavia, si rivela essere una trappola ed Ezra viene catturato dall'Agente Kallus. Mentre imprigionato, riesce stranamente ad aprire l'Olocron, visionando un messaggio di Obi-Wan Kenobi. Ezra viene poi salvato dall'equipaggio dello Spettro dopo aver scoperto dove sono tenuti i Wookiee. Durante il salvataggio di questi ultimi, Kanan estrae la Spada Laser, rivelandosi essere un Jedi e, insieme ai Wookiee, riesce a sconfiggere l'Agente Kallus ed a fuggire. Avendo scoperto che Ezra ha aperto l'Olocron (usando conseguentemente la Forza, dato che essi possono essere aperti solo grazie ad essa), Kanan si offre di prenderlo come suo apprendista.

## Droidi preoccupati
- Titolo originale: Droids in Distress
- Diretto da: Steward Lee
- Scritto da: Greg Weisman

### Trama
L'equipaggio dello Spettro ruba un carico di fucili disgregatori dal Ministro Maketh Tua per venderli poi a Vizago, portando accidentalmente con sé i due droidi C-3PO e R2-D2. Zeb, tuttavia, si oppone alla missione, in quanto quelle stesse armi sono state utilizzate per spazzare via la sua specie, i Lasat. L'Agente Kallus intercetta una chiamata di C-3PO e segue lo Spettro fino a Lothal. Zeb si accorge quindi che Kallus sta utilizzando un Bo-Rifle, arma posseduta soltanto dai membri della Guardia d'Onore di Lasan. Nel duello che ne segue fra i due, Ezra salva Zeb utilizzando la Forza in modo offensivo per la prima volta, spingendo via Kallus e stordendolo, permettendo così al gruppo di scappare dopo aver impostato le armi per esplodere come diversivo. Kanan riporta i due droidi al senatore Bail Organa, loro legittimo proprietario, il quale visiona le azioni dei ribelli riguardando le riprese effettuate da R2-D2.

## A caccia con il caccia
- Titolo originale: Fighter Flight
- Diretto da: Steven G. Lee
- Scritto da: Kevin Hopps

### Trama
Chopper finisce per far discutere Ezra e Zeb, così Hera li spedisce entrambi a raccogliere delle scorte insieme per evitare di farli litigare, ordinando loro di non tornare senza almeno un frutto di Meiloorun. I due scoprono che l'unica scorta rimasta di questi frutti è stata acquistata dall'Impero. Il tentativo di Ezra di rubare un frutto porta ad uno scontro con gli assaltatori, il che obbliga Zeb a rubare un Caccia TIE grazie al quale i due riescono a fuggire. Mentre si dirigono al loro punto d'incontro con il resto dell'equipaggio dello Spettro, i due incontrano il contadino Morad Sumar, amico dei genitori di Ezra, che sta venendo arrestato insieme alla sua famiglia per essersi rifiutato di cedere la sua proprietà all'Impero. Utilizzando il TIE a loro vantaggio, i due riescono a salvare Sumar ed a recuperare un frutto da un carico Imperiale. Dopo essere tornati allo Spettro, Hera è contenta di vedere che ora Ezra e Zeb vanno molto più d'accordo.

## Maestri dal passato
- Titolo originale: Rise of the Old Masters
- Diretto da: Steward Lee
- Scritto da: Henry Gilroy

### Trama
Ezra ha iniziato il suo addestramento da Jedi, ma si ritrova subito in difficoltà e così anche Kanan, incapace di comportarsi come un mentore. I ribelli scoprono poi un messaggio che afferma che la Maestra Jedi Luminara Unduli è sopravvissuta all'Ordine 66 ed è attualmente imprigionata in una prigione di alta sicurezza nota come la Guglia sul pianeta Stygeon Prime. Frustrato dalla sua incapacità di insegnare, Kanan decide di guidare il gruppo a salvare Luminara, sperando che lei sia una migliore insegnante per Ezra. Dopo aver raggiunto la sua cella, Kanan ed Ezra scoprono che Luminara è morta da tempo e che i suoi resti vengono utilizzati per attirare in trappola i Jedi dal Grande Inquisitore, un utilizzatore del Lato Oscuro al servizio dell'Impero. I due collaborando riescono a sfuggire all'Inquisitore, venendo poi salvati da Hera a bordo del Fantasma, shuttle di supporto e caccia dello Spettro. Dopo che Ezra si sfoga con Kanan rivelandogli tutte le sue insicurezze, questi decide di addestrarlo.

## Sotto copertura
- Titolo originale: Breaking Ranks
- Diretto da: Steven G. Lee
- Scritto da: Greg Weisman

### Trama
Ezra si infiltra come cadetto nell'Accademia Imperiale per rubare un decifratore Imperiale contenente le coordinate di un convoglio che trasporta un cristallo kyber, che l'Impero vuole utilizzare per scopi sinistri. Grazie al suo addestramento, Ezra si dimostra immediatamente il migliore della classe. Durante l'operazione, fa amicizia con gli altri due cadetti Zare Leonis e Jai Kell, il primo dei quali si è anch'esso infiltrato nell'accademia per cercare sua sorella Dhara. Dopo aver completato la missione, Ezra scopre con orrore che il Grande Inquisitore, accortosi delle sue abilità e di quelle di Jai, ha intenzione di prenderli entrambi in custodia. Con l'aiuto di Zare e degli altri, i tre riescono a fuggire dalla struttura utilizzando un camminatore all'interno del quale sono entrati vincendo la sfida giornaliera. Jai decide di fuggire e nascondersi, mentre Zare sceglie di restare all'accademia per continuare la ricerca di sua sorella.

## Dove finisce il buio
- Titolo originale: Out of Darkness
- Diretto da: Steward Lee
- Scritto da: Kevin Hopps

### Trama
L'ennesima pagliacciata di Chopper fa dimenticare ad Ezra e Zeb di effettuare un'importante riparazione al Fantasma. Nel frattempo, Hera e Sabine si dirigono in una base abbandonata dell'ex-Repubblica per recuperare delle scorte fornite da "Fulcrum", informatore anonimo con il quale Hera si tiene in contatto. Sabine esprime il suo disappunto nei confronti di Hera, che continua a mantenere una grande segretezza nei confronti della sua missione, temendo che né lei né Kanan si fidino di lei. A causa del guasto non riparato al serbatoio di carburante del Fantasma, le due si ritrovano sperdute nella base, infestata da delle letali creature note come fyrnock. Collaborando, riescono a sopravvivere ai predatori abbastanza da permettere agli altri di salvarle usando lo Spettro. Sabine riesce così a superare i suoi problemi di fiducia, mentre Hera la rassicura dicendole di avere fiducia in lei e nella Ribellione.

## Il giorno dell'Impero
- Titolo originale: Empire Day
- Diretto da: Steven G. Lee
- Scritto da: Henry Gilroy

### Trama
Kanan cerca di insegnare ad Ezra come utilizzare la Forza per connettersi alle altre creature viventi. I ribelli distruggono poi il nuovo prototipo di caccia TIE durante una parata per la celebrazione del 15º anniversario della nascita dell'Impero Galattico. Ezra, nato lo stesso giorno, è preoccupato che i suoi sentimenti nei confronti dei propri genitori scomparsi possano mandare a monte la missione e decide di tagliarsene fuori. Tuttavia, presto scopre che un amico Rodiano dei suoi genitori di nome Tseebo è ricercato dall'Impero e si riunisce ai suoi amici per andare a cercarlo. Quest'ultimo si sta nascondendo nel seminterrato della vecchia casa di Ezra, dove questi rivela che i suoi genitori sono stati arrestati per aver trasmesso via radio della propaganda anti-Impero, spaventando Tseebo e spingendolo a lavorare per l'Impero. I ribelli scoprono poi che Tseebo si è fatto impiantare degli impianti cibernetici per poter rubare delle informazioni preziose per l'Impero, ma che la grande quantità di queste ultime ha avuto un effetto negativo sulla sua mente. Il gruppo riesce a farlo fuggire da Lothal a bordo dello Spettro. Durante l'inseguimento, al quale partecipa anche il Grande Inquisitore, Tseebo riacquista la memoria e rivela di sapere cos'è successo ai genitori di Ezra.

## Radunare le forze
- Titolo originale: Gathering Forces
- Diretto da: Steward Lee
- Scritto da: Greg Weisman

### Trama
Avendo scoperto che Tseebo non è riuscito a salvare i suoi genitori dall'Impero, Ezra si infuria e lo accusa di avere tradito la loro fiducia. Nel bel mezzo dell'inseguimento, gli Imperiali riescono ad agganciare un radiofaro al Fantasma, che Kanan decide di sganciare dallo Spettro con a bordo sé stesso ed Ezra per ingannare gli inseguitori. I due giungono a Fort Anaxes, la stessa base della vecchia Repubblica dove si erano ritrovate Hera e Sabine, dove Kanan convince Ezra a perdonare Tseebo ammettendo la sua paura relativa al non sapere ciò che è successo ai suoi genitori. I due riescono ad ammansire i fyrnock tramite la Forza e li aizzano contro le forze Imperiali in avvicinamento, venendo però messi all'angolo dal Grande Inquisitore, che ferisce Kanan. Colmo di rabbia, Ezra utilizza il Lato Oscuro della Forza per richiamare un gigantesco fyrnock e fargli attaccare l'Inquisitore, coprendo la ritirata a sé stesso ed a Kanan. Una volta che i due sono tornati sullo Spettro, Sabine augura ad Ezra un buon compleanno, dandogli anche una foto sua e dei suoi genitori che aveva trovato dentro la sua vecchia casa. Successivamente, l'equipaggio dello Spettro porta Tseebo da Fulcrum ed Hera si offre di comunicare ad Ezra qualunque cosa riuscirà a scoprire sui suoi genitori.

## Il cammino del Jedi
- Titolo originale: Path of the Jedi
- Diretto da: Dave Filoni
- Scritto da: Charles Murray

### Trama
Preoccupato dal precedente utilizzo di Ezra del Lato Oscuro della Forza contro l'Inquisitore, Kanan lo porta in un tempio Jedi nascosto su Lothal per verificare se è davvero pronto per l'addestramento da Jedi. Mentre Kanan rimane indietro, Ezra si fa strada nel tempio e viene tormentato da una serie di visioni che mostrano l'Inquisitore uccidere tutti i suoi amici. Dopo aver finalmente compreso le illusioni ed aver sconfitto la paura, Ezra viene guidato dalla voce del Gran Maestro Jedi Yoda, che lo aiuta a sfogare le sue paure. Anche Kanan si rivolge a Yoda, confessando il suo timore di non essere in grado di addestrare Ezra. Yoda guida poi il ragazzo da un cristallo kyber, che il ragazzo usa per fabbricare una propria spada laser.

## La mano dello sciocco
- Titolo originale: Idiot's Array
- Diretto da: Steward Lee
- Scritto da: Kevin Hopps

### Trama
Zeb scommette e perde Chopper in una partita a Sabacc contro il contrabbandiere Lando Calrissian, obbligando l'equipaggio dello Spettro ad assisterlo in una pericolosa operazione di contrabbando per riavere il droide. Tuttavia, durante l'operazione, Lando scambia Hera al signore del crimine Azmorigan in cambio di un porco-palla, capace di percepire la presenza di minerali preziosi. Mentre Hera fugge (in quanto lo stesso Calrissian aveva concordato con lei lo scambio), un umiliato ed infuriato Azmorigan ed i suoi scagnozzi intercettano i ribelli a Lothal per vendicarsi. Il gruppo riesce fortunatamente a mettere in fuga i criminali. Così, i ribelli e Lando si separano, non prima che Chopper rubi il carburante della nave di Lando, che il contrabbandiere gli concede come pagamento per l'aiuto.

## Una visione di speranza
- Titolo originale: Vision of Hope
- Diretto da: Steward G. Lee
- Scritto da: Henry Gilroy

### Trama
Durante un addestramento con la spada laser, Ezra ha una visione relativa ad un presunto incontro con Gall Trayvis, senatore Imperiale in esilio e simpatizzante dei Ribelli e crede che lui possa sapere qualcosa sui suoi genitori. Il gruppo riceve quindi un messaggio da Trayvis che li invita a partecipare ad un raduno segreto a Lothal; Zare Leonis, tuttavia, avverte Ezra che potrebbe trattarsi di una trappola. Seguendo la trasmissione di Trayvis, i ribelli lo trovano e lo salvano dalle grinfie di Kallus fuggendo poi nel sistema fognario di Lothal. Con grande sorpresa di Ezra, tuttavia, Trayvis si rivela essere una spia Imperiale che ha utilizzato le sue trasmissioni di propaganda anti-Impero per attirare in trappola dei possibili Ribelli, affermando anche che i genitori di Ezra ormai sono morti. Tuttavia, Hera aveva previsto l'inganno e stordisce Trayvis, permettendo al gruppo di fuggire. Pur rimanendo delusi dal tradimento, Ezra e gli altri rimangono fedeli e speranzosi nella loro causa.

## Invito all'azione
- Titolo originale: Call to Action
- Diretto da: Steward Lee
- Scritto da: Greg Weisman e Simon Kinberg

### Trama
Il Grand Moff Tarkin visita Lothal con l'intenzione di sbarazzarsi dei ribelli. Dopo aver scoperto che Trayvis era a tutti gli effetti una spia Imperiale, il gruppo decide di trasmettere un messaggio ai sistemi solari vicini per alimentare la propria causa. Ezra supporta l'idea, siccome i suoi genitori hanno trasmesso propaganda anti-Impero per anni. Kanan decide quindi di attaccare la torre radio principale dell'Impero su Lothal. I Ribelli sono convinti di avere dalla loro parte il fattore sorpresa, ma non hanno tenuto conto della presenza di Tarkin sul pianeta, il quale ha ormai dedotto dove colpiranno. Il Grande Inquisitore e Kallus vengono inviati a catturare Kanan vivo per riguadagnarsi la fiducia di Tarkin. Quando le forze Imperiali attaccano il gruppo nella torre, Kanan ordina loro di lasciarlo indietro e di procedere, venendo quindi catturato. La squadra riesce quindi a far trasmettere ad Ezra un messaggio di speranza, che incita tutti coloro che vivono sotto la tirannia dell'Impero a ribellarsi, prima che Tarkin ordini di far saltare in aria la torre, interrompendo così la trasmissione.

## Determinazione ribelle
- Titolo originale: Rebel Resolve (1)
- Diretto da: Justin Ridge
- Scritto da: Henry Gilroy e Charles Murray

### Trama
Dopo non essere riuscita a scoprire dove è tenuto prigioniero Kanan, Hera viene contattata da Fulcrum, che le ordina di far nascondere lo Spettro ed il suo equipaggio. Ignorando gli ordini di Hera, Ezra progetta di andare a salvare Kanan insieme a Sabine, Zeb e Chopper. Così, fa un patto con Vizago (promettendo di fargli un favore non specificato in futuro) e scopre che, a causa della distruzione del centro di comunicazione, l'Impero è costretto a spedire tutti i suoi messaggi tramite dei droidi corrieri. Nel frattempo, Kanan viene portato a bordo della nave di Tarkin e torturato dal Grande Inquisitore, nella speranza di scoprire più informazioni sulla Ribellione. L'equipaggio dello Spettro, nel frattempo, camuffa Chopper da droide Imperiale corriere per permettergli di accedere ai dati dell'Impero su Kanan, scoprendo che si trova sullo star destroyer di Tarkin e che quest'ultimo ha intenzione di trasferirlo nella prigione di Mustafar dove, stando ad Hera, i Jedi vanno a morire.

## Fuoco nella galassia
- Titolo originale: Fire Across the Galaxy (2)
- Diretto da: Dave Filoni
- Scritto da: Simon Kinberg

### Trama
L'equipaggio dello Spettro assalta un trasporto Imperiale ed utilizza il caccia TIE che Zeb ed Ezra avevano precedentemente rubato per infiltrarsi e disattivare i sistemi di sicurezza dello star destroyer di Tarkin nel sistema di Mustafar. Ezra libera Kanan sgusciando nei condotti mentre Hera, Sabine e Zeb cercano di liberare una via di fuga. Sorpresi nella sala motori, Ezra e Kanan ingaggiano un duello con il Grande Inquisitore, durante il quale Ezra precipita e viene creduto morto da Kanan. Furioso e convinto di aver perso il suo allievo ed amico, Kanan si scatena contro il Grande Inquisitore, spezzandogli la spada laser e distruggendo il motore della nave, all'interno del quale il cacciatore di Jedi si getta per paura di subire le conseguenze del suo fallimento, suicidandosi. Ezra si scopre essere ancora vivo, pur essendo rimasto sfregiato, e fugge insieme a Kanan. Entrambi i gruppi riescono a fuggire dall'incrociatore stellare ormai distrutto grazie a dei caccia TIE rubati. Chopper ricompare nel trasporto rubato insieme ad un gran numero di altre navi e tutti quanti fuggono effettuando il salto nell'iperspazio. I ribelli vengono poi accolti dal Senatore Organa e da Fulcrum, rivelatasi essere Ahsoka Tano, i quali comunicano al gruppo che tutti quanti loro sono soltanto piccole cellule facenti parte di una ribellione per più grande. Su Lothal, Tarkin e Kallus incontrano Dart Fener, selezionato dall'Imperatore Palpatine per occuparsi personalmente dei ribelli al posto del Grande Inquisitore.